# Тимьян губерлинский
Тимья́н (чабре́ц) губерли́нский (лат. Thymus guberlinensis) — вид двудольных растений рода Тимьян (Thymus) семейства Яснотковые (Lamiaceae).

## Распространение и среда обитания
В России встречается на юго-западе Волжско-Камского региона, Заволжье, Западной Сибири. Также распространён в казахстанской части Арало-Каспийской низменности. Включён в Красную книгу Саратовской области в категории «редкий вид», в её пределах известен только на крайнем востоке, в Озинском районе. Основная угроза — разработка месторождений мела и, как следствие, уничтожение местообитаний растения. Считается необходимым запрет на добычу мела на местных участках произрастания тимьяна губерлинского.
Кальцефильный вид, произрастающий на меловых обнажениях и карбонатных склонах.

## Ботаническое описание
Небольшой полукустарничек высотой до 15 см, хамефит по Раункиеру. Стебли ползучие, приподнимающиеся, округло-четырёхгранные, почти равномерно покрытые курчавым опушением, под соцветием более коротким. Генеративные побеги с 4—6 парами листьев, закономерно изменяющихся по размеру.
Нижние стеблевые листья заметно черешчатые, в очертании от ланцетных до эллиптических, 8—12×3—5 мм, наибольшая ширина пластинки у середины. Жилки на нижней стороне листа хорошо просматриваются. В пазухах самых нижних листьев развиваются укороченные побеги. Верхние, прицветные листья сидячие, продолговато-эллиптические.
Соцветие головчатое, в нижней части с 1—2 кольцами несколько отдалённых ложных мутовок. Чашечка сверху голая или почти голая, снизу — опушённая. Венчик розово-малиновый до лилового, с прямой трубкой.
Плод — четырёхорешек, распадающийся на почти гладкие яйцевидные орешки.

## Таксономия
Вид был впервые описан Модестом Михайловичем Ильиным в 1920 году в «Систематических заметках по Гербарию Петроградского Ботанического сада». Тип был собран им же 10 июня 1917 года на выходах скал у реки Губерли в Орском уезде.